# شونسوکه موتگی
شونسوکه موتگی (انگلیسی: Shunsuke Motegi؛ زادهٔ ۲ اکتبر ۱۹۹۶) بازیکن فوتبال اهل ژاپن است.